# Hernando de Lerma

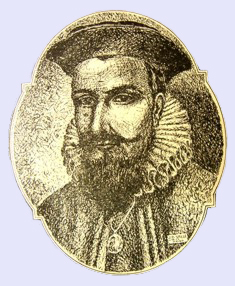
Hernando de Lerma, Darstellung des 17. Jh.

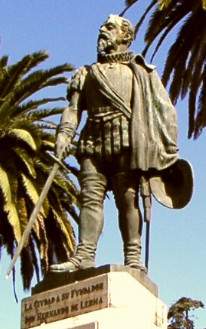
Hernando de Lerma, Denkmal in Salta

Don Hernando de Lerma (* 1. November 1541 in Lerma, südlich von Burgos, Spanien; † um 1591 in Madrid) war Jurist, Politiker, Konquistador und Gründer der Provinzhauptstadt Salta im Nordwesten Argentiniens. Sein Bild in der Geschichte bleibt auf Grund der Quellenlage widersprüchlich.

## Leben
Am 13. November 1577 ernannte ihn Philipp II., König von Spanien, zum Gouverneur der Gobernación del Tucumán im Nordwesten des heutigen Argentinien. Sein Amtsantritt verzögerte sich um zwei Jahre, weil er nicht über die notwendigen finanziellen Mittel verfügte, sich und seine Begleitung für die Reise zu seinem Amtssitz in Santiago del Estero auszurüsten. Diesen erreichte er erst am 16. Juni 1580, nachdem er in Potosí (Bolivien) bei der königlichen Verwaltung um einen Kredit für seine Reise nachgesucht hatte.
In Santiago del Estero angekommen, ließ er umgehend seinen Vorgänger, Gonzalo de Abreu, verhaften und unter der Anklage der unrechtmäßigen Bereicherung im Amt ins Gefängnis werfen und foltern. Abreu starb 1581 an den Folgen der Folter.
Hernando de Lerma geriet auch in Konflikt mit dem Entsandten des Bischofs, Dekan Francisco de Salcedo, den er zwar freundlich in seinem Haus empfing, aber gleich in einen Streit über die Rechtmäßigkeit ihrer Titel Deán bzw. Licenciado verwickelte. Der Streit entwickelte sich zur Feindschaft, in der Lerma die Oberhand behielt. Francisco de Salcedo zog sich krank in ein Kloster in Esteco zurück, wurde aber von Lerma aufgespürt und inhaftiert.
Lerma war vom Vizekönig von Peru, Francisco de Toledo, beauftragt worden, eine Stadt nördlich von Santiago del Estero zu gründen, um die Verbindungswege in der Gobernación del Tucumán zu sichern. Mit 70 Spaniern aus Santiago del Estero und begleitet von befriedeten Indios brach er am 3. April 1582 auf und entschied sich zur Stadtgründung im Valle de Salta. Einerseits aus strategischen Gründen, weil er vermutete, dort die feindlich gesinnten Indiovölker Calchaquíes und Humahuaca besser kontrollieren zu können, andererseits, weil ihm die Lage zwischen den neu gegründeten Hafenstädten in Santiago de Chile, Callao in Peru und Buenos Aires geeignet erschien.
Salta wurde am 16. April 1582 auf freiem Feld in der Nähe des Río Arenales als Ciudad de Lerma en el valle de Salta gegründet. Lerma verteilte während des Gründungsaktes die Bauplätze für den Cabildo, die Kathedrale und die ersten Bürger der Stadt. Lerma selbst kehrte nach Santiago del Estero zurück, wo er zunehmend auf Widerstand stieß.
Am 6. November 1583 schickte die übergeordnete Behörde, die Real Audiencia de Charcas, Francisco Arévalo Briceño nach Santiago del Estero, um den sich häufenden Klagen gegen die Amtsführung Lermas nachzugehen. Im Zuge der Ermittlungen wurde Lerma im Jahr 1584 verhaftet und in Chuquisaca angeklagt. Lerma appellierte jedoch an den Indienrat, den höchsten Gerichtshof, und wurde nach Madrid zurückgesandt, wo er im Gefängnis blieb und verstarb, ohne dass ein endgültiges Urteil in seiner Sache gefällt worden wäre.

## Bedeutung
Für den Historiker Paul Goussac war „Lermas Amtszeit nichts als eine Serie krimineller Anschläge“. Und der saltenische Historiker Armando Bazan beschreibt Lerma als „so bösartig wie eine Krankheit“.
Bei der Beurteilung Lermas sollte aber berücksichtigt werden, dass die Mehrzahl der geschichtlichen Zeugnisse zu seiner Person von Vertretern der katholischen Kirche stammen, den Hauptgegnern Lermas während seiner Amtszeit. Lerma bekämpfte die Macht der Kirche und diese hatte in ihm einen ernst zu nehmenden, universitär gebildeten Gegner, eine Seltenheit in der Zeit der ersten spanischen Eroberer. Es gibt Vermutungen, er sei ein Marrano gewesen – ein konvertierter Jude, der noch heimlich seinem Glauben anhing –, der in seiner politischen Position seine Glaubensbrüder auf amerikanischem Boden zu schützen versuchte. Als Jurist war er zudem in der Lage, sich effektiv gegen Anschuldigungen der Kirche zur Wehr zu setzen.